# Міст Королеви Єлизавети II
Міст королеви Єлизавети II англ. Queen Elizabeth II Bridge — вантовий автодорожній міст через річку Темзу в Дартфорді, графство Кент, Англія. Поєднує Дартфорд з адміністративною одиницею Таррек графства Ессекс. Є частиною автомобільної дороги А282. Найсхідніший міст через Темзу. На момент відкриття це був найдовший вантовий міст Європи, а з 1996 є другим за величиною у Великій Британії, після Другого Севернського мосту.

## Історія
Будівництво моста розпочато в серпні 1998 року. Конструкція моста була розроблена німецьким інженером Хельмутом Хомбергом. Ця робота виявилася останньою великою роботою відомого інженера, так як в 1990 році він помер. Надалі керівництво з будівництва взяла на себе організація Cleveland Bridge & Engineering Company. В цілому на будівництво самого моста було витрачено понад 120 млн фунтів стерлінгів і близько 30 млн для проведення автомобільної траси до віадуку .
Будівництво моста було завершено 7 червня 1991 року. 30 жовтня 1991 року відбулося офіційне відкриття моста в присутності королеви Єлизавети II.

## Конструкція

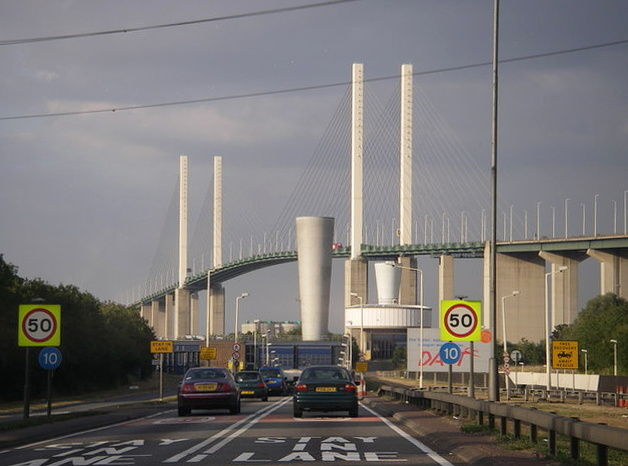
Вхід в тунель

Міст вантовий. Довжина моста складає 812 м, загальна довжина з підходами — 2872 м. Довжина центрального прольоту — 450 м. Загальна висота пілонів становить 137 м (з яких 84 м над мостом і 53 м нижче прогонової будови). Підмостовий габарит становить 65 м, що дозволяє великим кораблям проходити через лондонський порт.
Є частиною автомобільної дороги А282. Для зниження автомобільного навантаження на міст поряд є також тунель. За даними деяких дослідників в середньому через міст проїжджає близько 72700 автомобілів.